# Thornton F. Bradshaw
Thornton Frederick Bradshaw (* 4. August 1917 in Washington, D.C.; † 6. Dezember 1988 in New York City) war ein US-amerikanischer Hochschullehrer und Manager.

## Biografie
Thornton Bradshaw besuchte die Phillips Exeter Academy und erwarb 1940 an der Harvard University einen Bachelor und 1942 einen Master. Noch im selben Jahr erhielt er eine Professur an der Harvard Graduate School of Business Administration, die er bis 1952 innehatte – 1943 bis 1945 unterbrochen vom Militärdienst bei der United States Naval Reserve (USNR). 1950 erwarb er noch an der Harvard University einen D.Sc.
Von 1952 bis 1956 war Bradshaw Partner bei der Managementberatung Cresap, McCormick & Paget, bevor er in die Atlantic Richfield Company wechselte, in deren Management er verschiedene leitende Positionen innehatte, seit 1964 gemeinsam mit Robert O. Anderson (1917–2007) als Präsident. Ab 1981 war Bradshaw CEO der Radio Corporation of America (RCA), die er zusammen mit dem Tochterunternehmen National Broadcasting Company (NBC) zurück in den Gewinnbereich führte und deren durchaus umstrittenen Verkauf für 6,3 Milliarden US-Dollar an General Electric er 1985/1986 organisierte. Zuletzt war Bradshaw Vorsitzender der MacArthur Foundation.
Bradshaw machte sich mit strategischer Unternehmensplanung einen Namen. Außerdem handelte er als Manager der Ölindustrie ungewöhnlich, indem er neben philanthropischen Aktivitäten seines Unternehmens aktiv Förderung des Umweltschutzes und des Energiesparens betrieb und die Einführung einer Zufallsgewinnsteuer befürwortete. Er forderte eine humanistische, verantwortliche Form des Kapitalismus.
1988 wurde Bradshaw in die American Academy of Arts and Sciences gewählt. Er hielt Ehrendoktorate folgender Universitäten: Pepperdine University (1974), Villanova University (1975), Claremont University (1981).
Bradshaw war von 1942 bis zur Scheidung mit Sally Davis verheiratet, aus der Ehe gingen drei Kinder hervor. In zweiter Ehe war er seit 1974 mit Patricia Walter verheiratet, die vier Kinder in die Ehe mitbrachte. Thornton F. Bradshaw starb im New York Hospital an den Folgen einer Hirnblutung.